# Блаца (Костур)
Блаца или Блаце (грч. Οξυά, Оксија) је насеље у Грчкој у општини Костур, периферија Западна Македонија. Према попису из 2021. било је 59 становника.

## Географија
Блаца се налази североисточно од Костура и Костурског језера, у малој котлини на југоисточном делу планине Вич, на надморској висини од 1.190 метара.

## Историја
Према предању, у прошлости село се налазило близу врха планине, и његови житељи су се бавили искључиво сточарством. Касније су се преселили у место Милеви Ливади, али због јаких ветрова су се влатили на стару локацију. У почетку је насеље било састављено од колиба које су после замљњене кућама од тврдог материјала. Село је 1769. године било нападнуто од стране албанских разбојника, због чега је почело постепено исељавање у северније делове Македоније. У Етнографији вилајета Адријанопољ, Монастир и Салоника, штампаној у Цариграду 1878. године, која се односи на мушко становништво 1873. године, Блаца је село Костурске казе са 160 домаћинства и 470 житеља Словена. Васил Канчов бележи да је у Блаци 1900. године живело 555 Словена хришћана. Према подацима секретара Бугарске егзархије, Димитра Мишева, 1905. године у Блацу је било 760 Словена егзархиста и радила је егзархијска школа. Због активног учествовања мештана села у Илинданском устанку, село је доста страдало и 12 лица је убијено. Боривоје Милојевић 1920. године наводи да је у Блацу било 55 кућа Словена хришћана. Године 1913. у селу је било 424 житеља, 1920. године 264, 1928. године 218, а 1940. 277 житеља. Узрок опадању броја становника је миграција у прекоокеанске земље, као и малтретирање од стране грчких власти. За време Грађанског рата село је поново страдало, због чега се иселило 173 особа, највише у СР Македонију, али и у источноевропске земље.

### Пописи
| Година       | 1940 | 1951 | 1961 | 1971 | 1981 | 1991 | 2001 | 2011 | 2021 |
| ------------ | ---- | ---- | ---- | ---- | ---- | ---- | ---- | ---- | ---- |
| Становништво | 277  | 122  | 161  | 121  | 79   | 166  | 69   | 41   | 59   |

## Привреда
Становништво се бави узгајањем кромпира, сточарством и експлоатацијом шума.

## Занимљивости
Из Блаца су се у првој половини 18. века иселили у Крњево код Смедерева, браћа Ђорђе „Љота” и Тома Димитријевић. Ђорђе је био деда Владимира Љотића, политичара, дипломате, српског конзула у Солуну и прадеда Димитрија Љотића, политичара, министра правде Краљевине Југославије и оснивача покрета „Збор”.